# 伊豆湯河原温泉
伊豆湯河原温泉（いずゆがわらおんせん）とは、静岡県熱海市泉（旧国伊豆国）に位置する温泉。

## 泉質
- 単純温泉

## 温泉街
神奈川県の湯河原温泉に隣接する。温泉街は実態として湯河原温泉と一体となっている。温泉街の中心を流れる千歳川が県境となっており、川の西側（静岡県側）を行政的に「伊豆湯河原温泉」と呼ぶ。
温泉旅館は7軒存在する。

## アクセス
- 鉄道：JR東海道本線湯河原駅下車。